# ぱるエンタープライズ
株式会社ぱるエンタープライズは日本の芸能プロダクションである。略称は『ぱる』。主にCM、ドラマ、映画、舞台などで活躍する俳優を育成、輩出している。近年はドラマ、舞台、アニメ、インターネットＴＶなどの企画制作にも力を入れている。

## 概要
1981年5月芸能事務所として設立。日本アカデミー賞新人賞などの賞を受賞した佐倉しおり、本上まなみを育成、輩出した。1985年よりタレントのマネージメントに加え映画の企画、および制作も行っている。映画部門は海外との合作映画の制作もある。代表的なものには日仏合作映画の『シベールの日曜日』でアカデミー賞を受賞したセルジュ・ブールギニョンが監督した『ファッシネーション』(1985年)、『シェルブールの雨傘』のジャック・ドゥミが監督した『パーキング』(1985年)などがある。その他、ドラマなどへの企画協力、制作協力なども積極的に行っている。2003年より舞台の企画制作も始め、池袋の東京芸術劇場を中心に現在の情勢をコミカルに描いた作品を上演している。 
会社の名称はフランス語で「仲間・友達」を意味する "pal" に由来しており、何よりも「ヒューマンを大切にする」という信念を基に作品作りとタレントの育成を行っているとしている。

## 所属タレント
男性タレント
- 板垣拓也
- 杉山明徳
- 中井隼人
- 後藤達也
- 中野亮
- 池内智士
- 村田匡弥
- 三好匠
- 山田真也

女性タレント
- 倉田悠貴
- 椎名茉莉
- 有里美咲
- 伊藤真弓
- 田原綾乃
- 中井優子
- 奥原さやか
- 奈良平愛実
- 駒子
- 大串由美
- 猪股美花
- 橋本美舞
- 川上 裕希

## かつて所属していたタレント
- 佐倉しおり
- 本上まなみ（預かり）
- 高橋伸顕
- 中里あき子
- 永井美奈子
- 根本あかね
- 江口ナオ

## 最近の企画制作・協力など
ドラマ
- 読売テレビ『慰謝料弁護士』協力
- 東海テレビ 『潔子爛漫〜きよこらんまん〜』協力
- 日本テレビ 『毒 ポイズン』制作協力

インターネットTV
- 北参道放送局 『女優？芸人？音羽七美の「劇団☆サウンドフェザーウェーブ」』企画制作[1]　～2013年12月

舞台
- 『Peach Boys』企画制作 （東京芸術劇場シアターウエスト）[2][3]
- 演出：森井睦　/　脚本：米田基 / 出演：宮﨑理奈（SUPER☆GiRLS）、齋藤ヤスカ、真島公平、板垣拓也、二宮聡　ほか
- 『あなたに贈るキス２』制作サポート （俳優座劇場）[4]
- 『サロメ』制作（東京芸術劇場）脚本：コビヤマ洋一　演出：佐藤智恵（studio波那怜）

　　　出演：西条美咲、秋元道行（四代目坂東薪車）、山崎裕太、速水けんたろう、大和田伸也　ほか
- 『あなたに贈る×（キス）』制作 （シアターサンモール）[5]
原作：近藤史恵著「あなたに贈る×（キス）」（株式会社PHP研究所） / 演出：町田誠也 / 脚本：麻草郁、町田誠也 / 出演：西条美咲、高部あい、黒田アーサー、ほか
- 『ソウルドリームズ』企画制作 （東京芸術劇場）[6]
作・演出：森井睦 / 主演：いしだ壱成
- 『バイハザードで朝食を』制作アドバイザー （俳優座劇場）[7]
演出：黒田アーサー / 主演：小澤雄太（劇団EXILE）、真島公平（ダブル主演）
- 『Peach Boy's』企画制作 （シアターサンモール）[8]
作・演出：米田基 / 出演：町田啓太（劇団EXILE）、サヘル・ローズ